# Artînsk, Olevsk
Artînsk (în ucraineană Артинськ) este un sat în comuna Tepenîțea din raionul Olevsk, regiunea Jîtomîr, Ucraina.

## Demografie
Componența lingvistică a localității Artînsk
     Ucraineană (98,14%)
     Rusă (1,4%)
     Alte limbi (0,47%)
Conform recensământului din 2001, majoritatea populației localității Artînsk era vorbitoare de ucraineană (98,14%), existând în minoritate și vorbitori de rusă (1,4%).